# Шайдомский заказник
Ша́йдомский заказник — государственный комплексный ландшафтный заказник в Кондопожском районе Республики Карелии, особо охраняемая природная территория как эталон природных комплексов, типичных для среднетаёжной подзоны Карелии.

## Общие сведения
Заказник расположен в 54 км к северу от города Кондопога.
Заказник учреждён постановлением Совета министров Карельской АССР № 295 от 29 июля 1981 года.
Большая часть территории заказника покрыта еловыми лесами, сосновыми борами и болотами. В многочисленных водоёмах заказника обитают ценные породы рыб — озёрный лосось, кумжа, сиг, ряпушка.